# Statystyka (funkcja)
Statystyka, statystyka z próby to – w najprostszym ujęciu – liczbowa charakterystyka próby losowej. Ponieważ próba jest losowa, statystyka, jako funkcja próby, jest zmienną losową. Przykładami statystyk są: średnia z próby, odchylenie standardowe i wariancja z próby, a także statystyki testowe, takie jak statystyka t lub statystyka chi-kwadrat.
Statystyki są często estymatorami parametrów rozkładu zmiennej losowej w populacji generalnej.

## Definicja formalna
Niech {\displaystyle (\Omega ,{\mathcal {F}},{\mathcal {P}})} będzie przestrzenią statystyczną, gdzie
{\displaystyle {\mathcal {P}}=\{P_{\theta }\colon \theta \in \Theta \}}
jest rodziną miar probabilistycznych określonych na σ-ciele {\displaystyle {\mathcal {F}}} podzbiorów zbioru {\displaystyle \Omega ,} indeksowaną parametrem {\displaystyle \theta .} Niech dalej {\displaystyle ({\mathcal {X}},{\mathcal {C}})} będzie przestrzenią mierzalną.
Funkcję mierzalną {\displaystyle T\colon \Omega \to {\mathcal {X}}} nazywamy statystyką. Zbiór {\displaystyle \Omega } jest nazywany przestrzenią prób.

### Własności
- Jeśli {\displaystyle {\mathcal {X}}=\mathbb {R} } to statystykę {\displaystyle T} nazywamy statystyką o wartościach rzeczywistych.
- Jeśli {\displaystyle {\mathcal {X}}=\mathbb {R} ^{n}} to statystykę {\displaystyle T} nazywamy statystyką o wartościach wektorowych.

## Statystyka swobodna
Statystyka {\displaystyle T\colon \Omega \to \mathbb {R} } jest statystyką swobodną ze względu na wartość oczekiwaną, gdy {\displaystyle E_{P_{\theta }}(T)} istnieje i nie zależy od {\displaystyle \theta .} Wspólną dla {\displaystyle \theta \in \Theta } wartość oczekiwaną oznaczamy {\displaystyle E(T)} i nazywamy wartością oczekiwaną statystyki {\displaystyle T.}

## Statystyka dostateczna

### Definicja i własności
σ-ciało dostateczne
σ-podciało {\displaystyle {\mathcal {G}}} σ-ciała {\displaystyle {\mathcal {F}}} jest dostateczne, gdy dla każdego {\displaystyle F\in {\mathcal {F}}} istnieje wersja prawdopodobieństwa warunkowego {\displaystyle P(F|{\mathcal {G}})} taka sama dla wszystkich miar z rodziny {\displaystyle {\mathcal {P}}.}
Statystyka dostateczna
Statystykę {\displaystyle T} nazywamy dostateczną, jeżeli σ-podciało {\displaystyle T^{-1}({\mathcal {C}})} jest dostateczne.
Twierdzenie
Niech statystyka {\displaystyle T\colon (\mathbb {R} ^{n},{\mathcal {B}}_{R^{n}},{\mathcal {P}})\to (\mathbb {R} ^{n},{\mathcal {B}}_{R^{n}})} będzie statystyką o wartościach wektorowych. {\displaystyle T} jest statystyką dostateczną dla rodziny {\displaystyle {\mathcal {P}}} lub dla {\displaystyle \theta ,} jeżeli dla każdej wartości {\displaystyle t} rozkład warunkowy {\displaystyle P_{\theta }\{\cdot |T=t\}} nie zależy od {\displaystyle \theta .}
Przypadek ogólny opisuje poniższe twierdzenie (zwane twierdzeniem o faktoryzacji lub twierdzeniem Neymana):
Twierdzenie
Niech {\displaystyle (\Omega ,{\mathcal {F}},\{p_{\theta }:\theta \in \Theta \})} będzie przestrzenią statystyczną dominowaną. Statystyka {\displaystyle T\colon \Omega \to {\mathcal {X}}} jest dostateczna wtedy i tylko wtedy, gdy funkcje gęstości {\displaystyle p_{\theta }} dają się przedstawić w postaci:
{\displaystyle \bigwedge \limits _{\omega \in \Omega }p_{\theta }(\omega )=g_{\theta }(T(\omega ))h(\omega ),}
gdzie:
{\displaystyle h\colon \Omega \to [0;\infty )} jest funkcją {\displaystyle {\mathcal {F}}}-mierzalną,
funkcje {\displaystyle g_{\theta }\colon {\mathcal {X}}\to [0;\infty )} są {\displaystyle {\mathcal {C}}}-mierzalne.

### Minimalna statystyka dostateczna
Statystykę dostateczną {\displaystyle S} nazywamy minimalną statystyką dostateczną, jeżeli dla każdej statystyki dostatecznej {\displaystyle T} istnieje funkcja {\displaystyle H} taka, że {\displaystyle S=H(T).}